# 新垣優香
新垣優香（日语：／ Aragaki Yūka，1993年2月14日—），日本寫真偶像。於神奈川縣出身。

## 生平
新垣優香在2016年出道成為寫真偶像，出道作為2月開售的《聖女傳說》。12月，她發表寫真DVD《她只屬於我》（僕だけの彼女），於當中扮演觀眾的女朋友。東網形容她的動作在這部作品中「極具挑逗性」。同年她亦在「FLASH寫真偶像爭奪戰」中奪得亞軍。
在2017年至2018年期間，新垣接連發表《神魂顛倒》（めろめろ）、《獨生的她》（ひとりだけの彼女）、《你的情感》（君のEmotion）等寫真作品。2017年5月發表的《神魂顛倒》以她扮演成家庭教師的場景為主軸。至於在11月發表的《獨生的她》則於山梨县取景，觀眾亦能從中觀賞新垣扮演成青梅竹馬的樣子。次年9月，她推出寫真作品《你的情感》。她在拍攝這部作品的部分場景時 ，特地以穿上西裝的姿態登場。
2020年6月，她的寫真作品《誘惑優香》面世。這部作品除了收錄新垣的睡衣裝扮外，亦收錄她擺出M字腿姿勢的樣子。2021年2月18日，她推出《假若女友是＃寫真偶像的話》（もしもカノジョが＃グラドルだったら）一作，於當中扮演觀眾的女朋友，並在部分場景以裸体围裙出鏡。次月她出席了這部作品的發售紀念活動。

## 外部連結
- 新垣優香的X（前Twitter）（日語）
- 新垣優香的Instagram帳戶（日語）
- 新垣優香的Ameblo網誌 （页面存档备份，存于）（日語）